# 叶夫根尼·列昂诺夫
叶夫根尼·列昂诺夫（羅馬化：Yevgeny Pavlovich Leonov；1926年9月2日—1994年1月29日）是一个著名的俄罗斯演员。他参加了许多著名的苏联电影的演出工作。他被称为是“苏联最受喜爱的演员之一”。
叶夫根尼出生于一个典型的莫斯科家庭。他的早年梦想是成为一个战斗机飞行员。